# ريان كوكرين
ريان كوكرين هو راكب الكنو كندي، ولد في 24 يوليو 1983 في هاليفاكس في كندا.

## وصلات خارجية
- ريان كوكرين على موقع الاتحاد الدولي للكانو (الإنجليزية)
- ريان كوكرين على موقع اللجنة الأولمبية الدولية (الإنجليزية)
- ريان كوكرين على موقع أوليمبيديا (الإنجليزية)
- ريان كوكرين على موقع اللجنة الأولمبية الكندية (الإنجليزية)